# 내부 (위상수학)
위상수학에서 내부(內部, 영어: interior)는 원래의 집합에서 경계를 제외하여 얻는 집합이다. {\displaystyle A}의 내부의 기호는 {\displaystyle \operatorname {int} A} 또는 {\displaystyle A^{\circ }}이다.

## 정의
위상 공간 {\displaystyle X}의 부분 집합 {\displaystyle A\subseteq X}의 내부 {\displaystyle \operatorname {int} A\subseteq X}는 {\displaystyle A}를 근방으로 하는 점들로 구성된 집합이다. 즉, 다음 조건을 만족시키는 점 {\displaystyle x\in X}들의 집합이다.
- {\displaystyle x\in U\subseteq A}인 열린집합 {\displaystyle U\subseteq X}가 존재한다.

내부의 원소를 내부점(內部點, 영어: interior point)이라고 한다.

## 성질

### 열린집합과의 관계
위상 공간 {\displaystyle X}의 부분 집합 {\displaystyle A\subseteq X}에 대하여, 다음 조건들이 서로 동치이다.
- {\displaystyle A}는 열린집합이다.
- {\displaystyle A=\operatorname {int} A}
- {\displaystyle A\subseteq \operatorname {int} A}

반대로 {\displaystyle \operatorname {int} A}는 {\displaystyle A}의 모든 열린부분집합의 합집합이며, 또한 {\displaystyle A}의 최대 열린부분집합이다.:92-101

### 폐포와의 관계
내부와 폐포의 포함 관계는 다음과 같다.
{\displaystyle \operatorname {int} A\subseteq A\subseteq \operatorname {cl} A}
내부와 폐포는 쌍대 개념이다. 즉, 다음이 성립한다.
{\displaystyle \operatorname {int} A=X\setminus \operatorname {cl} (X\setminus A)}
위상 공간은 그 어떤 부분 집합의 내부와 경계와 외부로 분할할 수 있다.
{\displaystyle X=\operatorname {int} A\sqcup \partial A\sqcup \operatorname {ext} A}

### 집합 연산과의 관계
내부는 유한 교집합을 보존한다.
{\displaystyle \operatorname {int} (A\cap B)=\operatorname {int} A\cap \operatorname {int} B}
그러나 무한 교집합 · 유한 합집합 · 무한 합집합은 보존하지 않으며, 이러한 연산과의 관계식은 다음과 같다.
{\displaystyle \operatorname {int} \bigcap _{i\in I}A_{i}\subseteq \bigcap _{i\in I}\operatorname {int} A_{i}}
{\displaystyle \operatorname {int} \bigcup _{i\in I}A_{i}\supseteq \bigcup _{i\in I}\operatorname {int} A_{i}}

### 기저와의 관계
위상 공간 {\displaystyle (X,{\mathcal {T}})}의 기저 {\displaystyle {\mathcal {B}}\subseteq {\mathcal {T}}}가 주어졌을 때, 부분 집합 {\displaystyle A\subseteq X} 및 점 {\displaystyle x\in X}에 대하여, 다음 조건들이 서로 동치이다.
- {\displaystyle x\in \operatorname {int} A}
- {\displaystyle x\in B\subseteq A}인 {\displaystyle B\in {\mathcal {B}}}가 존재한다.

즉, {\displaystyle \operatorname {int} A}는 {\displaystyle A}에 포함되는 기저 원소들의 합집합이다.

## 예
실수선 {\displaystyle \mathbb {R} }의 표준적인 위상은 순서 위상이며, 이는 모든 열린구간을 기저로 한다. 이 경우 내부를 취하는 연산이 무한 교집합을 보존하지 않는 예를 다음과 같이 들 수 있다.
{\displaystyle \operatorname {int} \bigcap _{n=1}^{\infty }\left[-{\frac {1}{n}},{\frac {1}{n}}\right]=\varnothing \subsetneq \{0\}=\bigcap _{n=1}^{\infty }\operatorname {int} \left[-{\frac {1}{n}},{\frac {1}{n}}\right]}
또한 내부를 취하는 연산이 합집합을 보존하지 않는 한 가지 예는 다음과 같다.
{\displaystyle \operatorname {int} ([0,1]\cup [1,2])=(0,2)\supsetneq (0,1)\cup (1,2)=\operatorname {int} [0,1]\cup \operatorname {int} [1,2]}

### 스콧 위상
연속 dcpo {\displaystyle (P,\leq )} 위에 스콧 위상을 부여하였을 때, 임의의 {\displaystyle a\in P}의 상폐포의 내부는 다음과 같다.:136, Proposition II-1.6
{\displaystyle \operatorname {int} \mathop {\uparrow } a=\mathop {\Uparrow } a=\{b\in P\colon b\gg a\}}
증명:
{\displaystyle \mathop {\Uparrow } a}은 스콧 열린집합: {\displaystyle D\subseteq L}가 상향 집합이며, {\displaystyle \textstyle a\ll \bigvee D}라고 하자. {\displaystyle P}가 연속 dcpo이므로, {\displaystyle a\ll d}인 {\displaystyle d\in D}가 존재한다. 즉, {\displaystyle \mathop {\Uparrow } a\cap D\neq \varnothing }이다.
{\displaystyle \operatorname {int} \mathop {\uparrow } a\subseteq \mathop {\Uparrow } a}: 임의의 {\displaystyle b\in \operatorname {int} \mathop {\uparrow } a} 및 상향 집합 {\displaystyle D\subseteq L}가 주어졌으며, 또한 {\displaystyle \textstyle b\leq \bigvee D}라고 하자. {\displaystyle a\leq d}인 {\displaystyle d\in D}를 찾으면 족하다. {\displaystyle \operatorname {int} \mathop {\uparrow } a}는 스콧 열린집합이므로, 상집합이다. 따라서, {\displaystyle \textstyle \bigvee D\in \operatorname {int} \mathop {\uparrow } a}이다. 따라서, {\displaystyle D\cap \operatorname {int} \mathop {\uparrow } a}는 공집합이 아니다.

## 같이 보기
- 외부 (위상수학)
- 경계 (위상수학)
- 근방